# Verzoeking van de heilige Antonius (São Paulo)
De verzoeking van de heilige Antonius is een schilderij van de Nederlandse schilder Jheronimus Bosch in het Museu de Arte de São Paulo (MASP) in São Paulo. Het is waarschijnlijk een eerste versie van het grote Antonius-drieluik in Lissabon, dat ook aan Bosch toegeschreven wordt.

## Voorstelling
Het stelt een van de eerste christelijke kluizenaars voor, Antonius van Egypte, ook Antonius Abt genoemd, die zich terugtrok in de Egyptische woestijn en daar volgens een legende werd bestookt door demonen. Rechtsboven is te zien hoe hij onverschrokken in gebed blijft, terwijl hij door een aantal demonen door de lucht wordt geslingerd. Op de voorgrond krijgt de heilige nachtelijk bezoek van een groot aantal demonen die de meest uiteenlopende gedaanten hebben aangenomen. Antonius is hier in bidhouding afgebeeld en richt zich op een klein kruisbeeld in een donkere nis van een vervallen bouwwerk.

## Prototype
Het werk werd in oktober 1936 voor het eerst gesignaleerd door de Duitse kunsthistoricus Max Friedländer bij kunsthandel D'Atri in Parijs, waar het net was schoongemaakt. Van het Antonius-drieluik, in het bijzonder van het middenluik, bestaan talloze kopieën. Het viel Friedländer echter dat op het exemplaar bij D'Atri details voorkwamen, die op geen van de kopieën die hem bekend waren voorkwamen; zo is de hagedis voor de tafel links van de heilige niet smal en lenig, maar solide en beerachtig, rust de linkerhand van de heilige op het stenen muurtje en is de horizon een fractie hoger. Ook kwam Friedländer verschillende pentimenti (overschilderingen) tegen, die wijzen op een eerste versie. Bovendien was hij van mening dat het werk van een zodanige kwaliteit was, dat deze niet door een leerling of een kopiist gemaakt kon zijn. Hij redeneerde dus dat het hier moest gaan om een prototype van het Antonius-drieluik in Lissabon. De theorie dat een groot schilder als Bosch zichzelf kopieerde is echter niet onomstreden. Friedländer zei hierover: 'We can scarcely believe that a master endowed with such torrential inventiveness should have copied himself. On the other hand, our aversion to such self-copying may be no more than a prejudice flowing from modern conceptions of the artist's calling'. Ook is het volgens Friedländer niet ondenkbaar dat opdrachtgevers eigenhandige kopieën bij Bosch bestelden en dat kopieën van assistenten hier minder geschikt voor waren.

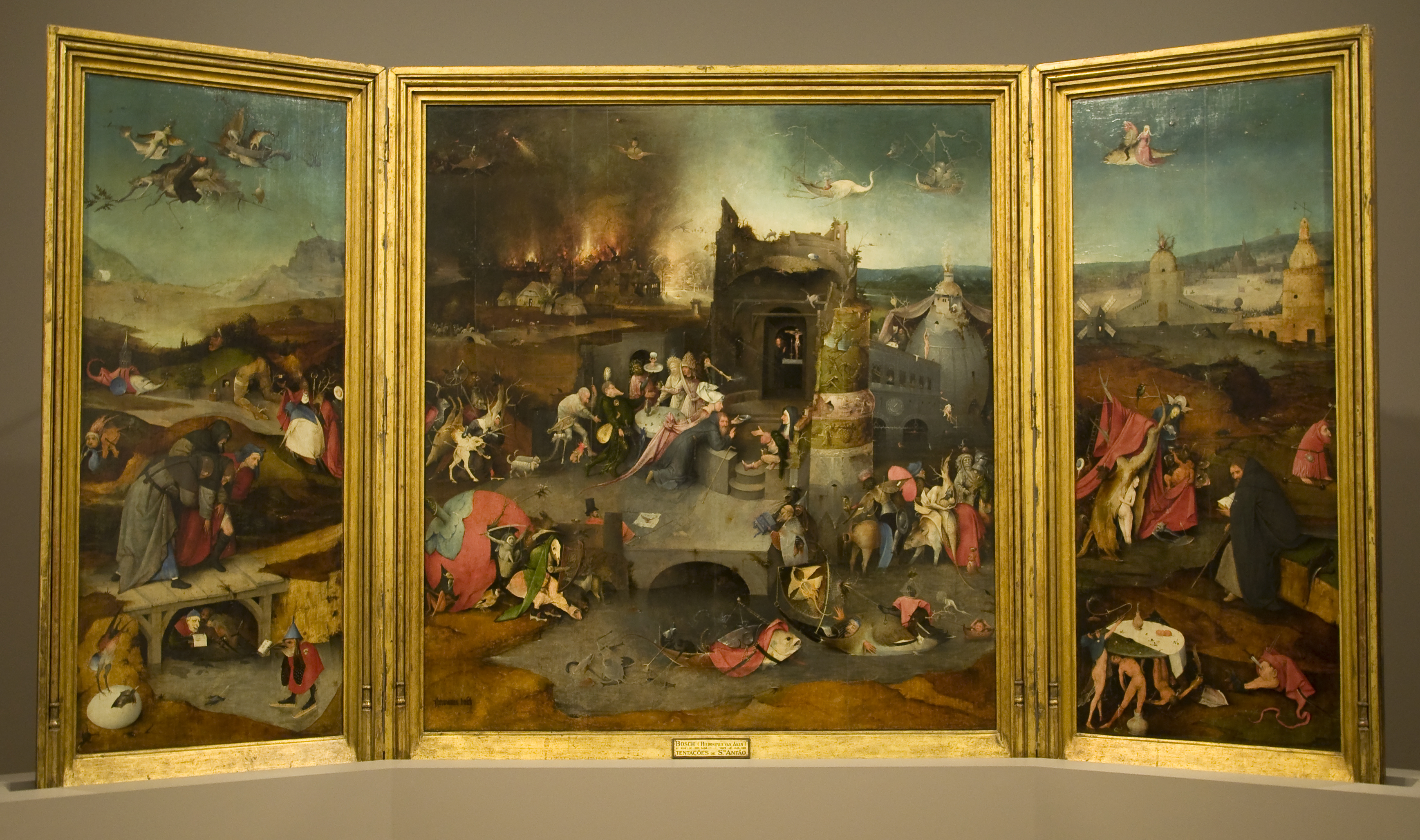
De verzoeking van de heilige Antonius
(ca. 1501 of later), drieluik van Jheronimus Bosch, MNAA, Lissabon

Latere kunsthistorici waren echter wat voorzichtiger, tot het werk, dat zich inmiddels in de Braziliaanse stad São Paulo bevond, in 2007 uitgebreid onderzocht werd door de Universidade Estadual de Campinas in Campinas. Hieruit kwam naar voren dat zowel het hout en de manier waarop het paneel geconstrueerd was en de verf en de manier waarop deze bereid was, erop wezen dat het werk afkomstig moest zijn uit hetzelfde atelier. Bovendien was het met infraroodstraling mogelijk te zien hoe de schilder het werk op een aantal punten overschilderde om tot het gewenste resultaat te komen, wat een belangrijke aanwijzing is dat het hier niet gaat om een kopie, maar, zoals Friedländer al vermoedde, om een prototype van het drieluik in Lissabon.

## Herkomst
Het werk is afkomstig uit het klooster van S. Sofia in de Spaanse stad Sevilla. In oktober 1936 werd het door Friedländer gesignaleerd bij kunsthandel D’Atri in Parijs. Daarna kwam het in het bezit van kunsthandel Knoedler in New York tot het in 1954 gekocht werd door het Museu de Arte de São Paulo.

## Tentoonstelling
De verzoeking van de heilige Antonius is op de volgende tentoonstelling te zien geweest:
- Da Raffaello a Goya... da Van Gogh a Picasso. 50 dipinti dal Museu de Arte di San Paolo del Brasile, 19 mei-30 augustus 1987, Palazzo Reale, Milaan (als Jheronimus Bosch, ca. 1490).

Schilderijen: Kruisdraging · De tuin der lusten · De keisnijding · Hooiwagen-drieluik · Calvarie met schenker · De Heilige Hiëronymus in gebed · Driekoningen-drieluik · Heilige Christoforus · Johannes de Doper in de wildernis · Johannes de Evangelist op Patmos · Antonius-drieluik · Verzoeking van de heilige Antonius (São Paulo) · De marskramer · Het narrenschip · Allegorie op de gulzigheid · De dood van een vrek · Heremieten-drieluik · Drieluik van de gekruisigde martelares · Visioenen uit het hiernamaals · Zondvloed en hel